# Ajauas
Os ajauas (WaYao ou Yao) são um dos principais grupos étnicos e  linguísticos do extremo sul do lago Niassa, que desempenharam um papel importante na história da África Oriental durante os anos 1800. Falam a língua ajaua (ou Yao). Os ajauas são predominantemente um grupo de povos muçulmanos com cerca de dois milhões de falantes espalhados por três países: Moçambique , Malawi e Tanzânia. O povo ajaua tem uma forte identidade cultural que transcende fronteiras nacionais.

## História
Quando os árabes chegaram à costa leste da África, acabaram por encontrar e começaram a negociar na forma de escambo com o povo Yao (ajaua), principalmente escravos e marfim em troca de roupas e armas. Isso tornou os Yao uma das mais ricas e influentes tribos na África Austral. As grandes monarquias Yao nasceram quando chefes poderosos tomaram para si o controle da província do Niassa em Moçambique, no século XIX. Nesta época os Yao começaram mover-se da sua área original para o Malawi e a Tanzânia, onde também vivem agora. O resultado mais importante do estabelecimento deste poder real terá sido a conversão de todos ao islamismo, aquando da viragem para o Século XX, e após a Primeira Guerra Mundial. Devido às suas relações comerciais com os árabes, os chefes Yao (sultões) precisavam de escribas proficientes na leitura e escrita do árabe. Empregaram professores muçulmanos que viviam nas aldeias Yao e que tiveram impacto significativo sobre o povo, oferecendo-lhes alfabetização, um livro sagrado, roupas apropriadas e casas quadradas, ao invés de redondas. Além disso, os sultões Yao resistiram firmemente aos avanços coloniais portugueses, britânicos e alemães, vistos como séria ameaça. Os britânicos, que se apresentavam como cristãos como os portugueses, tentaram impedir o tráfico Yao de escravos, atacando algumas caravanas perto da costa. Libertavam os escravos e confiscavam o marfim, que os escravos ainda por cima também transportavam. O mais poderoso chefe Yao, Mataka, entretanto a certa altura foi convencido a converter-se ao cristianismo, o que teria um impacto económico negativo sobre o seu povo. O sistema de dominação política e ritual dos chefes, implicava a conversão de seu povo à mesma religião. No caso do Islão, que adotaram, não terá sido um islão  ortodoxo, como encontrado alhures, no Irão, Iraque, Arábia Saudita, mas um sistema de crenças muçulmanas misturado com as suas crenças animistas tradicionais. Daqui resultou algo muitas vezes referido como "Folk Islam" (Islão popular ou folclórico).[carece de fontes?]

### O Yao em Moçambique
O Yao tem vivido no norte de Moçambique (formalmente África Oriental Portuguesa). Olhando de perto a história do povo Yao de Moçambique como um todo mostrará que o seu centro geográfico etno está localizado em uma pequena aldeia chamada Chiconono, no noroeste moçambicano província do Niassa. Ativo como comerciantes de escravos para os árabes, eles enfrentaram declínio social e político com a chegada do Português na hoje província do Niassa, que estabeleceu a  Companhia do Niassa, e estabelece-se na região fundando cidades e vilas, e trocando uma economia de comércio escravo para uma economia de produção. A expansão do Império Português tinha estabelecido postos de negociações, fortalezas e portos da África Oriental desde o século XV, em concorrência direta com o Império islâmico. A rota de especiarias, e a evangelização cristã foram as principais forças motrizes da expansão portuguesa na região. O Império Português foi em seguida, uma das maiores potências políticas e económicas no mundo. A corrida portuguesa para executar plantações agrícolas começou a expandir oferecendo pagamento à mão-de-obra das populações tribais. O Yao havia mudado o seu papel na sociedade local de comerciantes de escravos e proprietários de escravos trabalhadores agrícolas ao abrigo do Estado Português. No entanto, o Yao preservou sua cultura tradicional e agricultura de subsistência por conta própria. Tal como os muçulmanos, os Yao não podiam manter-se no modo de vida das populações cristãs, que no entanto, ofereceu educação cristã e ensinou o idioma Português para o grupo étnico muçulmano com pouco retorno. Atualmente, há um mínimo estimado de 450 000 pessoas Yao que vivem em Moçambique. Eles ocupam grande parte do leste e do norte da província do Niassa e dessa forma 40% da população de Lichinga, a capital desta província.

### Os ajauas fora de Moçambique
Os ajauas mudaram-se para o local que é hoje a região sul do Malawi por volta de 1830, quando eles estavam ativos como comerciantes de escravos para o tráfico negreiro swahili árabe na costa de Moçambique. Rica em cultura, tradição, e música, os ajauas são principalmente muçulmanos, e contam entre os seus descendentes um famoso ex-Presidente da República do Malawi, Bakili Muluzi. Os ajauas tinha laços estreitos com os árabes, na costa por volta de 1800, e adoptou algumas partes da sua cultura, tais como a arquitetura e o Islão, mas ainda manteve sua própria identidade nacional. A sua estreita cooperação com os árabes deram-lhes o acesso a armas de fogo, que lhes deu uma vantagem em termos de suas muitas guerras contra os povos vizinhos, como o Ngoni e os Chewa. Os ajauas ativamente resistiu as forças alemãs que foram colonizar o Sudeste da África (aproximadamente hoje, Tanzânia, Ruanda e Burundi). Em 1890, King Machemba emitiu uma declaração ao Comandante von Wissman dizendo que estava aberto ao comércio, mas não estavam dispostos a submeter-se a autoridade. Depois de outras obrigações, o Yao acabou rendendo-se as forças alemãs.

## Demografia
Os ajauas (WaYao) falam uma língua bantu conhecida como língua ajaua (em ajaua, chiyao) (literalmente, "língua yao", chi sendo a classe prefixo de "língua"), também chamada achawa, adsawa, adsoa, ajawa, ayawa, ayo, ayao, djao, haiao, hiao, hyao, jao, veiao ou wajao; estimado em 1 000 000 de falantes no Malawi, 495 000, em Moçambique, e de 492 000 na Tanzânia. As nacionalidades tradicionais da pátria estão  localizadas entre o rio Rovuma e o rio Lugenda no norte de Moçambique. Outras línguas principais do Malawi incluem o cheua (Chichewa) e o Chitimbuka. Eles também falam a língua oficial dos países que habitam: inglês no Malawi e português em Moçambique.